# آندره الکسیس
آندره الکسیس (انگلیسی: André Alexis؛ زادهٔ ۱۵ ژانویهٔ ۱۹۵۷ در پرت آو اسپاین، ترینیداد و توباگو) نویسنده اهل کانادا است که در شهر اتاوا بزرگ شده و در شهر تورنتو زندگی می‌کند.